# Здењек Григера
Здењек Григера (чеш. Zdeněk Grygera; 14. мај 1980) бивши је чешки фудбалер који је играо у одбрани.

## Успеси
Спарта Праг
- Прва лига Чешке: 2000/01, 2002/03.

Ајакс
- Ередивизија: 2003/04.
- Куп Холандије: 2005/06, 2006/07.
- Суперкуп Холандије: 2005.